# هری فن بارنولد
هری فن بارنولد (هلندی: Harry Van Barneveld؛ زادهٔ ۱۸ فوریهٔ ۱۹۶۷) جودوکار اهل بلژیک بود.